# Ezüst Ácsceruza díj
Az Ezüst Ácsceruza díj a Honi Művészetért Alapítvány által 2010-ben alapított magyar építészeti és sajtódíj. Olyan nyomtatott vagy elektronikus sajtótermékekben megjelenő, minőségi publicisztikai tevékenységért jár, amely hozzájárul a magyar építészet és építőipar népszerűsítéséhez. 2020-tól a Magyar Építőművészek Szövetsége kezeli.
A díj nominálása nyilvános, arra bárki pályázhat. Az emlékplasztikát, az adományozást igazoló oklevelet, valamint 200 000 Ft pénzjutalmat minden évben két alkotónak ítélik oda és adják át év végén Szent Borbála, az építőmesterek, építészek védőszentjének napjához közeli időpontban.

## Díjazottak
- 2010: Torma Tamás újságíró és Vargha Mihály építész, újságíró (posztumusz)[1]
- 2011: Csontos Györgyi, Csontos János és Patartics Zorán építészek[2]
- 2012: Gerle János építész, író (a díj átadásának időpontjára elhunyt) és Bardóczi Sándor tájépítész, szakíró[3]
- 2013: Pásztor Erika Katalina médiaművész, építész, szerkesztő, Zöldi Anna újságíró, kritikus és Rózsa Péter újságíró[4]
- 2014: Somogyi Krisztina szakíró, publicista és Csutiné Schleer Erzsébet építész, publicista; különdíjas Kökény-Kovács Ildikó építész, pedagógus[5]
- 2015: Götz Eszter újságíró, a Magyar Építőművészet folyóirat szerkesztője és Tatai Mária építészmérnök; különdíjas Kovács Olivér újságíró, szerkesztő[6]
- 2016: Beöthy Mária építész, újságíró, Dubniczky Miklós újságíró, a Mérnök Újság főszerkesztője, Kulcsár Attila építész, építészeti író és Pacsika Emília textilművész, újságíró[7]
- 2017: Vámos Dominika építész, építészeti szakíró (posztumusz), Szegő György építész, díszlettervező, szerkesztő, író, valamint Bojár Iván András művészettörténész, építészeti kritikus, szerkesztő[8]
- 2018: Csernyus Lőrinc építész, Máté Klára szerkesztő, újságíró; különdíjas Szmodits Júlia, az Ybl Egyesület elnöke[9]
- 2019: Hartmann Gergely, építész, építészettörténész, blogger, Nagy Bálint, a FUGA Budapesti Építészeti Központ kreatív igazgatója, Sulyok Miklós művészettörténész, kurátor és Zubreczki Dávid kultúrblogger, szakíró.
- 2020: Dénes Eszter könyvszerkesztő , Somogyi Krisztina és Kovács Dániel az epiteszforum.hu korábbi főszerkesztői[10]
- 2021: Botzheim Bálint újságíró, építész, kutató, a Magyar Építőművészet szerkesztője és Köllő Miklós építész[11]
- 2022: Hulesch Máté, az Építészfórum szerzője, szerkesztője, valamint Őry Júlia művészettörténész[12]
- 2023: Kerner Gábor építész, néprajzkutató, műemlékvédelmi szakmérnök, a Keszthelyi Városvédő Egyesület alapítója, valamint Szendrei Zsolt építész, az Építész Továbbképző ügyvezetője[13]
- 2024: Zsuppán András újságíró, a Válasz Online munkatársa és Walton (Reimholz) Eszter építészeti fotográfus[14]